# Japan International Cooperation Agency
Die Japan International Cooperation Agency (japanisch 国際協力機構 Kokusai kyōryoku kikō, kurz JICA) ist eine japanische unabhängige Körperschaft des öffentlichen Rechts auf dem Gebiet der Entwicklungshilfe. Gegenwärtig Vorstandsvorsitzender ist Akihiko Tanaka. Der Hauptsitz befindet sich im Stadtbezirk Chiyoda, Tokio
1955 trat Japan dem Colombo-Plan bei und startete seine Entwicklungshilfe. Die 1974 gegründete JICA ist seit 2004 eine unabhängige Körperschaft des öffentlichen Rechts. Zur Unterstützung wurden acht Büros in Asien, Ozeanien, Lateinamerika und Afrika eingerichtet. Dort sind die Fachkräfte stationiert, die sich in den jeweils benötigten Bereichen auskennen.
Mit den Projekten werden auch Möglichkeiten für junge Japaner in Ausbildung geschaffen, Erfahrungen außerhalb von Japan zu sammeln. Damit kann eine gewisse Introvertiertheit der japanischen Gesellschaft gemildert werden.
JICA befürwortet die Zuwanderung von ausländischen Erwerbstätigen, da bis 2040 die Zahl der Erwerbsfähigen um zehn Prozent sinken werde.
JICA betreibt in Yokohama ein Auswanderungsmuseum.
Seit 2019 arbeiten EIB und JICA zusammen. Es sollen Möglichkeiten für Ko-Finanzierungen und Ko-Investitionen in Projekte in verschiedenen Entwicklungsländern gefunden werden, die den Zielen beider Einrichtungen entsprechen.